# Joel Schumacher
Joel Schumacher (New York, 29. kolovoza 1939. — New York, 22. lipnja 2020.) bio je američki redatelj, scenarist i filmski producent

## Filmovi (kao redatelj)
- The Incredible Shrinking Woman (1981.)
- D.C. Cab (aka Street Fleet) (1983.)
- Vatra svetog Elma (St. Elmo's Fire) (1985.)
- "Izgubljeni dječaci" (The Lost Boys - 1987.)
- "Rođaci" (Cousins - 1989.)
- "Tanka linija smrti" (Flatliners - 1990.)
- "Umrijeti mlad" (Dying Young - 1991.)
- "Dan ludila" (Falling Down - 1993.)
- "Klijent" (The Client - 1994.)
- "Batman zauvijek" (Batman Forever - 1995.)
- "Vrijeme ubijanja" (A Time to Kill - 1996.)
- "Batman i Robin" (Batman and Robin - 1997.)
- "8mm" (1999.)
- "Nepodnošljivi prijatelji" (Flawless - 1999.)
- "Zemlja tigrova" (Tigerland - 2000.)
- "Loše društvo" (Bad Company - 2002.)
- "Telefonska govornica" (Phone Booth - 2002.)
- "Priča o Veronici Guerin" (Veronica Guerin - 2003.)
- "Fantom u Operi" (The Phantom of the Opera - 2004.)
- The Number 23 (2006.)

## Vanjske poveznice
- Joel Schumacher u internetskoj bazi filmova IMDb-u (engl.)